# Закшево (Гнезненський повіт)
Закшево (пол. Zakrzewo) — село в Польщі, у гміні Клецько Гнезненського повіту Великопольського воєводства.
Населення — 142 особи (2011).
У 1975-1998 роках село належало до Познанського воєводства.

## Демографія
Демографічна структура станом на 31 березня 2011 року:
|          | Загалом | Допрацездатний вік | Працездатний вік | Постпрацездатний вік |
| -------- | ------- | ------------------ | ---------------- | -------------------- |
| Чоловіки | 64      | 17                 | 42               | 5                    |
| Жінки    | 78      | 24                 | 44               | 10                   |
| Разом    | 142     | 41                 | 86               | 15                   |